# Roman Romanovitj Katjanov
Roman Romanovitj Katjanov (russisk: Рома́н Рома́нович Кача́нов) (født 17. januar 1967 i Moskva i Sovjetunionen) er en russisk filminstruktør, manuskriptforfatter og skuespiller.

## Filmografi
- DMB (ДМБ, 2000)[1][2]
- Daun Khaus (Даун Хаус, 2001)
- Arje (Арье, 2004)